# Nahuel Molina
Nahuel Molina né le 6 avril 1998 à Embalse en Argentine, est un footballeur international argentin champion du monde 2022, qui évolue au poste d'arrière droit à l'Atlético de Madrid.

## Biographie

### Débuts en Argentine
Né à Embalse en Argentine, Nahuel Molina est formé dans l'un des plus grands clubs d'Argentine, Boca Juniors. Il découvre le monde professionnel avec cette équipe, jouant son premier match le 18 février 2016 contre le CA San Martín. Il est titularisé ce jour-là et son équipe l'emporte par un but à zéro.
En janvier 2018, il est prêté pour un an sans option d'achat au Defensa y Justicia.
En janvier 2019, il est à nouveau prêté pour un an, cette fois à Rosario Central. Il joue son premier match avec cette équipe le 15 février 2019, à l'occasion d'une rencontre de championnat face à River Plate (1-1 score final). Avec le Rosario Central il dispute également la Supercoupe d'Argentine le 3 mai 2019 face à son club formateur, Boca Juniors. Rosario Central s'incline aux tirs au but ce jour-là.

### Udinese Calcio
Le 15 septembre 2020, Molina s'engage pour un contrat de cinq ans avec l'Udinese Calcio,. Il joue son premier match sous ses nouvelles couleurs lors d'une rencontre de Serie A face à l'AS Roma le 3 octobre 2020. Il entre en jeu à la place de Hidde ter Avest ce jour-là et son équipe s'incline (1-0 score final). Il marque son premier but pour l'Udinese le 25 avril 2021 contre le Benevento Calcio, en championnat. Il ouvre le score sur un service de Rodrigo De Paul et les siens l'emportent par quatre buts à deux. Lors de la journée suivante, le 2 mai, son équipe affronte la Juventus de Turin et il ouvre à nouveau le score pour son équipe, mais celle-ci s'incline finalement par deux buts à un.

### Atlético de Madrid
Le 28 juillet 2022, l'Atlético Madrid annonce la signature de Nahuel Molina pour les cinq prochaines saisons pour un transfert estimé à 20 millions d'euros. 
Molina joue son premier match de Ligue des champions le 7 septembre 2022 face au FC Porto. Il est titularisé et son équipe l'emporte par deux buts à un.
Il marque son premier but pour l'Atlético le 9 avril 2023, lors d'une rencontre de championnat face au Rayo Vallecano. Titulaire, il ouvre le score et participe à la victoire de son équipe par deux buts à un.
Titularisé à 43 reprises durant la saison 2022-2023, son temps de jeu atteint un total de 3 731 minutes ce qui constitue le record de la saison pour un joueur de l'Atlético. Il devance d'un peu plus de 100 minutes Antoine Griezmann.

### En équipe nationale
Nahuel Molina honore sa première sélection avec l'équipe nationale d'Argentine le 4 juin 2021 face au Chili. Il entre en jeu à la place de Juan Foyth et les deux équipes se neutralisent (1-1). Il fait partie de la liste des 28 joueurs retenus par Lionel Scaloni, le sélectionneur de L'Albiceleste, pour participer à la Copa América 2021. Il connait sa première titularisation lors de cette compétition, le 19 juin 2021 contre l'Uruguay (victoire 1-0 de l'Argentine). Il est à nouveau titularisé trois jours plus tard lors de la victoire des Argentins contre le Paraguay (1-0) où il est considéré comme l'un des meilleurs joueurs de la rencontre.
Le 11 novembre 2022, il est sélectionné par Lionel Scaloni pour participer à la Coupe du monde 2022. Le 9 décembre 2022, Molina inscrit son premier but en sélection lors du quart de finale contre les Pays-Bas, en ouvrant le score sur une passe de Lionel Messi. Les deux équipes se neutralisent (2-2) avant de se départager aux tirs au but, séance durant laquelle les Argentins sortent vainqueurs,. Sa prestation est saluée par la presse ce jour-là. Molina est titulaire durant la finale face à la France le 18 décembre 2022. Au bout du suspense, les deux équipes se neutralisent, allant jusqu'à la prolongation (3-3), avant de se départager aux tirs au but. L'Argentine sort vainqueur de cette séance et est sacrée championne du monde.

## Statistiques
| Saison                | Club                      | Championnat           | Championnat | Championnat | Championnat | Coupe nationale | Coupe nationale | Coupe nationale | Coupe de la Ligue | Coupe de la Ligue | Coupe de la Ligue | Supercoupe | Supercoupe | Supercoupe | Compétition(s) continentale(s) | Compétition(s) continentale(s) | Compétition(s) continentale(s) | Compétition(s) continentale(s) | Coupe du monde des clubs | Coupe du monde des clubs | Coupe du monde des clubs | Total | Total | Total |
| Saison                | Club                      | Division              | M.          | B.          | P.d.        | M.              | B.              | P.d.            | M.                | B.                | P.d.              | M.         | B.         | P.d.       | Comp.                          | M.                             | B.                             | P.d.                           | M.                       | B.                       | P.d.                     | M.    | B.    | P.d.  |
| 2016-2017             | Boca Juniors              | Primera División      | 8           | 0           | 1           | -               | -               | -               | -                 | -                 | -                 | -          | -          | -          | CL                             | 1                              | 0                              | 0                              | -                        | -                        | -                        | 9     | 0     | 1     |
| 2017-2018             | Defensa y Justicia (prêt) | Primera División      | 14          | 1           | 0           | 1               | 0               | 0               | -                 | -                 | -                 | -          | -          | -          | CS                             | 7                              | 0                              | 0                              | -                        | -                        | -                        | 22    | 1     | 0     |
| 2018-2019             | Defensa y Justicia (prêt) | Primera División      | 3           | 0           | 0           | 1               | 0               | 0               | -                 | -                 | -                 | 1          | 0          | 0          | -                              | -                              | -                              | -                              | -                        | -                        | -                        | 5     | 0     | 0     |
| Sous-total            | Sous-total                | Sous-total            | 17          | 1           | 1           | 2               | 0               | 0               | -                 | -                 | -                 | -          | -          | -          | -                              | 7                              | 0                              | 0                              | -                        | -                        | -                        | 26    | 1     | 1     |
| 2018-2019             | Rosario Central (prêt)    | Primera División      | 6           | 0           | 0           | 1               | 0               | 0               | 1                 | 0                 | 0                 | 1          | 0          | 0          | CL                             | 6                              | 0                              | 0                              | -                        | -                        | -                        | 15    | 0     | 0     |
| 2019-2020             | Rosario Central (prêt)    | Primera División      | 16          | 1           | 3           | -               | -               | -               | -                 | -                 | -                 | -          | -          | -          | -                              | -                              | -                              | -                              | -                        | -                        | -                        | 16    | 1     | 3     |
| Sous-total            | Sous-total                | Sous-total            | 22          | 1           | 3           | 1               | 0               | 0               | 1                 | 0                 | 0                 | 1          | 0          | 0          | -                              | 6                              | 0                              | 0                              | -                        | -                        | -                        | 31    | 1     | 3     |
| 2020-2021             | Udinese                   | Serie A               | 29          | 2           | 5           | 2               | 0               | 0               | -                 | -                 | -                 | -          | -          | -          | -                              | -                              | -                              | -                              | -                        | -                        | -                        | 31    | 2     | 5     |
| 2021-2022             | Udinese                   | Serie A               | 35          | 7           | 2           | 2               | 1               | 0               | -                 | -                 | -                 | -          | -          | -          | -                              | -                              | -                              | -                              | -                        | -                        | -                        | 37    | 8     | 2     |
| Sous-total            | Sous-total                | Sous-total            | 64          | 9           | 7           | 4               | 1               | 0               | -                 | -                 | -                 | -          | -          | -          | -                              | -                              | -                              | -                              | -                        | -                        | -                        | 68    | 10    | 7     |
| 2022-2023             | Atletico Madrid           | Liga                  | 33          | 4           | 2           | 4               | 0               | 2               | -                 | -                 | -                 | -          | -          | -          | C1                             | 6                              | 0                              | 0                              | -                        | -                        | -                        | 43    | 4     | 4     |
| 2023-2024             | Atletico Madrid           | Liga                  | 30          | 2           | 3           | 5               | 0               | 0               | -                 | -                 | -                 | 1          | 0          | 0          | C1                             | 10                             | 0                              | 2                              | -                        | -                        | -                        | 46    | 2     | 5     |
| 2024-2025             | Atletico Madrid           | Liga                  | 29          | 0           | 3           | 6               | 0               | 0               | -                 | -                 | -                 | -          | -          | -          | C1                             | 8                              | 1                              | 0                              | 2                        | 0                        | 0                        | 45    | 1     | 3     |
| Sous-total            | Sous-total                | Sous-total            | 92          | 6           | 8           | 15              | 0               | 2               | -                 | -                 | -                 | 1          | 0          | 0          | -                              | 24                             | 1                              | 2                              | 2                        | 0                        | 0                        | 134   | 7     | 12    |
| Total sur la carrière | Total sur la carrière     | Total sur la carrière | 195         | 17          | 19          | 22              | 0               | 2               | 1                 | 0                 | 0                 | 4          | 0          | 0          | -                              | 37                             | 1                              | 2                              | 2                        | 0                        | 0                        | 261   | 18    | 23    |

### En sélection nationale
| Saison                | Sélection             | Phases finales        | Phases finales | Phases finales | Phases finales | Éliminatoires CDM | Éliminatoires CDM | Éliminatoires CDM | Matchs amicaux | Matchs amicaux | Matchs amicaux | Total | Total | Total |
| Saison                | Sélection             | Compétition           | M              | B              | Pd             | M                 | B                 | Pd                | M              | B              | Pd             | M     | B     | Pd    |
| --------------------- | --------------------- | --------------------- | -------------- | -------------- | -------------- | ----------------- | ----------------- | ----------------- | -------------- | -------------- | -------------- | ----- | ----- | ----- |
| 2020-2021             | Argentine             | Copa América 2021     | 5              | 0              | 0              | 1                 | 0                 | 0                 | -              | -              | -              | 6     | 0     | 0     |
| 2021-2022             | Argentine             | Finalissima 2022      | 1              | 0              | 0              | 9                 | 0                 | 1                 | 1              | 0              | 1              | 11    | 0     | 2     |
| 2022-2023             | Argentine             | Coupe du monde 2022   | 7              | 1              | 1              | -                 | -                 | -                 | 6              | 0              | 0              | 13    | 1     | 1     |
| 2023-2024             | Argentine             | Copa América 2024     | 5              | 0              | 0              | 5                 | 0                 | 0                 | 3              | 0              | 0              | 13    | 0     | 0     |
| 2024-2025             | Argentine             | -                     | -              | -              | -              | 9                 | 0                 | 1                 | -              | -              | -              | 9     | 0     | 1     |
| Total sur la carrière | Total sur la carrière | Total sur la carrière | 18             | 1              | 1              | 24                | 0                 | 2                 | 10             | 0              | 1              | 52    | 1     | 4     |

## Palmarès

### En club
| Rosario Central                             |
| ------------------------------------------- |
| Supercoupe d'Argentine : - Finaliste : 2019 |

### En sélection
| Argentine (4) |
| --- |
| - Coupe du Monde (1) : - Vainqueur : 2022 - Copa América (2) : - Vainqueur : 2021 et 2024 - Coupe des Champions CONMEBOL-UEFA (1) : - Vainqueur : 2022 |